# Korec (Ukrajina)
Korec (ukrajinsky Корець, rusky Корец – Korec, polsky Korzec) je město v Rovenské oblasti na Ukrajině. K roku 2011 v něm žilo přes sedm tisíc obyvatel.

## Poloha a doprava
Korec leží na Korčyku, levém přítoku Sluče v povodí Horyně. Od Rovna, správního střediska oblasti, je vzdálen přibližně čtyřiašedesát kilometrů východně. Leží na východním okraji oblasti, nedaleko hranic s Žytomyrskou oblastí a Chmelnyckou oblastí.
Přes město vede západovýchodně silnice z Rovna přes Zvjahel do Žytomyru.

## Dějiny
První písemná zmínka je z roku 1150 a až do druhého dělení Polska byl Korec součástí Volyňského vojvodství. V roce 1784 zde byla založena jedna z nejstarších porcelánek ve východní Evropě. Pak se stal součástí Ruska, kde byl až do roku 1918 Volyňské gubernie. Mezi lety 1920 až 1939 byl součástí druhé Polské republiky, kde se nazýval Korzec a byl hraničním městem se Sovětským svazem. Ten jej poprvé obsadil v roce 1939. Následně byl v roce 1940 povýšen na město a následně obsazen nacistickým Německem. Během německé okupace byla zničena zdejší židovská obec, která před válkou čítala kolem šesti tisíc obyvatel. V květnu 1942 jich bylo zabito 2200, v září 1942 dalších 1500.
Po konci druhé světové války se stal součástí Ukrajinské sovětské socialistické republiky. Součástí je samostatné Ukrajiny je od roku 1991.

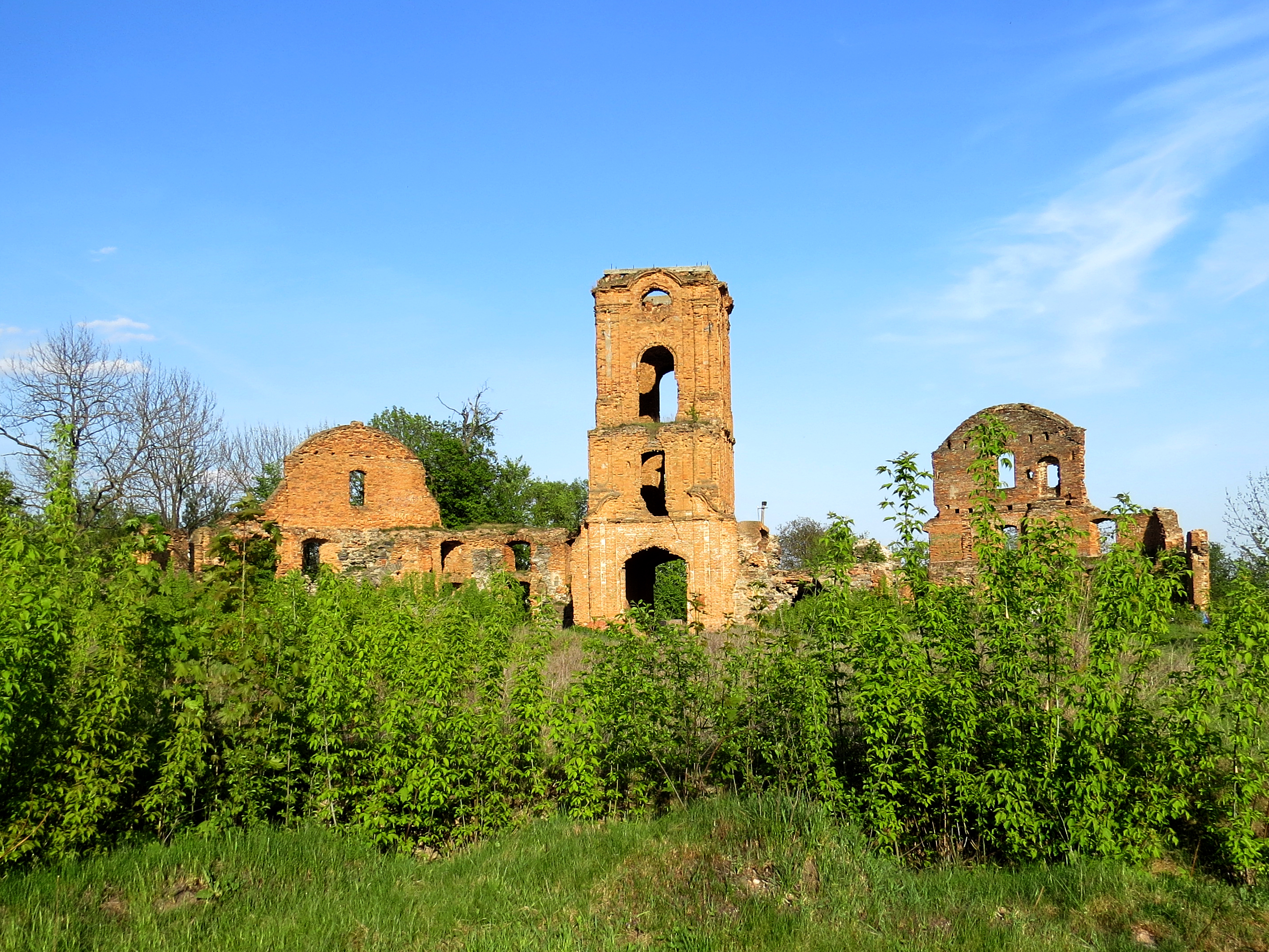
Ruiny zámku Korec

## Pamětihodnosti
- Zámek Korec